# Гордая долина
«Гордая долина» (англ. The Proud Valley) — британский чёрно-белый кинофильм, снятый в 1940 году режиссёром Пеном Теннисоном (один из трёх фильмов постановщика, чья многообещающая карьера была прервана гибелью в авиакатастрофе). Фильм, снятый на угольном месторождении Южного Уэльса, основной зоне добычи валлийского угля, рассказывает о чернокожем моряке, который присоединяется к шахтёрскому сообществу. Это включает в себя их страсть к пению, а также опасность и ненадёжность шахтёрской участи.

## Сюжет
Южный Уэльс, примерно за год до начала Второй мировой войны. Дэвид Голиаф — безработный афроамериканский корабельный кочегар (который в прошлом работал в течение пяти лет на шахте в Соединённых Штатах). В поисках работы он путешествует по сельской местности Уэльса. Прибыв в шахтёрский городок Бленди, он вместе с встреченным им по пути белым безработным путешественником по имени Берт останавливаются возле здания, где репетирует мужской хор, и Дэвид начинает подпевать. Дирижёр самодеятельного шахтёрского хора Дик Перри, впечатлённый его пением, приглашает Дэйва к себе домой. В надежде, что мощный голос Дэйва поможет им выиграть ежегодный конкурс в Айстетводе, Дик Перри устраивает Дэйва на шахту и предлагает стать его квартиросъемщиком в своем доме. Поселившись в доме Перри, Дэйв с нетерпением ждёт возможности выступить с хором Бленди на грядущем конкурсе. Но в день конкурса в шахте происходит взрыв газа, в котором погибает Дик Перри и ещё некоторые из шахтёров. Шахту закрывают и практически весь город остаётся без работы.
Сын Дика Эмлин Перри подбрасывает шахтёрам идею отправиться в Лондон и потребовать, чтобы руководство угледобывающей компании вновь открыло шахту. Эмлин берёт Дэйва и трёх других шахтёров, и они отправляются в путь. Когда они добираются до столицы, то узнают о начале военных действий в Европе. Британское правительство слишком занято подготовкой к войне, но тем не менее стране необходимо увеличить добычу угля, и наши шахтёры прибыли как раз вовремя, чтобы убедить руководство компании об открытии их шахты. Команда возвращается в Бленди и пытается вновь открыть шахту, но снова случается трагедия, в результате которой Дэйв жертвует собой, чтобы спасти молодого Перри.

## В ролях
- Поль Робсон — Дэвид Голиаф (или Дэйв)
- Эдвард Чепмен — Дик Перри
- Саймон Лэк — Эмлин Перри (сын Дика)
- Рэйчел Томас — миссис Перри
- Эдвард Ригби — Берт
- Дилис Томас — Дилис (дочь Дика Перри)
- Джанет Джонсон — Гвен Оуэн (невеста Эмлина Перри)
- Чарльз Уильямс — Эванс
- Джек Джонс — Томас
- Дилис Дэвис — миссис Оуэн (мать Гвен)
- Клиффорд Эванс — Сет Джонс (шахтёр)

## Премьеры
- — национальная премьера фильма состоялась 8 марта 1940 года в Leicester Square Theatre (Лондон). Премьера была омрачена действиями газетного магната лорда Бивербрука, который запретил упоминание о Робсоне и фильме в своих газетах, по-видимому из-за просоветских (прокоммунистических) высказываний, которые Робсон сделал по его приезду из Америки[1].
- — с 6 апреля 1940 года кинолента демонстрировалась по всему Соединённому Королевству[2].
- — с 28 августа 1942 года фильм демонстрировался на киноэкранах Швеции[2].
- СССР — в советском прокате с 1943 года[комм. 1].

## О фильме
Фильм основан на истории, специально сочинённой под сценарий для Поля Робсона его близкими друзьями: британским писателем Гербертом Маршаллом (Herbert Marshall) и его супругой Фреддой Бриллиант (Fredda Brilliant, скульпторшей и актрисой польского происхождения). Робсон познакомился с ними в середине 1930-х годов во время своих поездок в Советский Союз, где эти двое увлечённые коммунистическими идеями в те годы проживали и познакомились. После отъезда из СССР в 1937 году, сочетавшиеся брачными узами в Москве Маршалл и Бриллиант обосновались в Хайгейте под Лондоном и сотрудничали с Полем Робсоном в левом театре Unity Theatre (в разные годы в этом театре работали такие ведущие британские актёры, как Джулиан Гловер, Майкл Редгрейв, Герберт Лом, Боб Хоскинс и др.). На основе идеи Герберта Маршалла и Фридды Бриллиант сценарист Луис Голдинг в сотрудничестве с писателем Джеком Джонсом написали сценарий этой кинокартины о жизни рабочего класса Британии предвоенных лет.
Роль Робсона была основана на реальных скитаниях чернокожего шахтёра из Западной Вирджинии, который отправился в Уэльс через Англию в поисках работы. После двухлетнего отклонения предложений от крупных студий, Робсон согласился сняться в этом независимом британском фильме, увидев (как он рассказал корреспонденту The Glasgow Sentinel) что ему предоставляется возможность «изобразить негра таким, какой он есть на самом деле — а не карикатуру, которую он всегда представлял» на экране. Участие Робсона в этом проекте позволило артисту выразить свои социалистические убеждения и показать борьбу рабочего класса в Южном Уэльсе, и он считал что это был для него полезный опыт. «Это был единственный фильм, которым я могу гордиться, - сказал он, - этот и первая часть "Песни Свободы" (1936)». После этого фильма Поль Робсон был особо почитаем в Южном Уэльсе. В годы маккартизма, когда американское правительство отказало Робсону в паспорте (1950-1958), валлийцы были одними из тех, кто оказал артисту самую активную поддержку.
Съёмки были завершены в сентябре 1939 года, но продюсеру Майклу Бэлкону и режиссёру Пену Теннисону пришлось переснять концовку фильма на новый ура-патриотический лад после начала войны. Предполагавшийся изначально конец, в котором рабочие самостоятельно взяли под контроль шахту, был заменён сценой, в которой шахтёры восстанавливают шахту, потому что руководство согласилось пойти им на уступки.

## Комментарии
1. ↑  Точных данных по дате премьеры в СССР киноленты пока не удаётся найти в АИ, но то что фильм был несомненно, об этом свидетельствует советский киноплакат 1943 года, выполненный известным мастером киноплаката тех лет Михаилом Длугачем (1893-1988). Именно этот плакат и представлен на этой странице.